# Ug99稈銹菌
Ug99稈銹菌，是種稈銹菌（學名：Puccinia graminis tritici）的一个株系，1999年在非洲烏干達被發現，因而得名。
不同於其他銹菌只能影響小部分的作物收成，Ug99稈銹菌會對絕大多數的麥種帶來毀滅性的影響，並帶來百分百的損失。肯亞便曾有因Ug99稈銹菌而發生農產量八成損失的紀錄
。2007年1月，孢子飄過葉門、北至蘇丹。同年3月，FAO發表聲明表示Ug99稈銹菌可能即將蔓延至伊朗。